# 太平天曆
《太平天曆》，太平天國之曆法，由南王馮雲山於獄中所創製。太平軍於咸豐元年（1851年）閏八月一日攻克永安（今广西壮族自治区蒙山县），始正式建號改元。十月，頒訂壬子二年之新曆法，名曰「天曆」，於永安正式頒行，開始實行於壬子二年正月初一日丙申星期三，即清咸豐元年夏曆十二月十四日乙未，西元1852年2月3日。
咸豐二年實行的《太平天曆》雖然數據不夠準確，但頒行是對清朝正朔的公然否定，宣告與清朝朝廷徹底決裂，在太平天國早期的鬥爭中起了巨大的政治鼓動作用。

## 特徵
其定一年為366天，單月31天，雙月30天。不設閏年，亦不置閏月、朔望，十二節放在各月之月首，十二氣置於各月之月中，如以正月初一日為立春，十七日為雨水；二月初一日為驚蟄，十六日為春分。以後清明、芒種、立秋、寒露、大雪皆在單月初一日。穀雨、夏至、處暑、霜降、冬至皆在單月十七日。立夏、小暑、白露、立冬、小寒皆在雙月初一日。小滿、大暑、秋分、小雪、大寒皆在雙月十六日。
用太平天國名號紀元，以天干地支紀年、月、日。但因以聲音不雅，將「丑」、「卯」、「亥」改為「好」、「榮」、「開」。星期順序仿西法，並刪除舊曆書上禍福吉凶宜忌等。
因此曆實行時不知閏年之義，則每4年必有3日之差，故初定每40年1加，每月33日，取真福無邊，有加無已之意。九年十月，洪仁玕始奏定四十年一斡旋，斡年每月28日，則40年中有30日之差，可以由此補足，周而復始。天曆不陰不陽，蕭一山認為天曆在癸好三年二月初十以前，與陰曆陽曆完全相同。初十日錯落一日之後，與陰曆陽曆則完全相異，其日期、干支、禮拜，都比陰曆陽曆提早一天。